# Giovanni Battista Spinola (1681–1752)
Giovanni Battista Spinola (ur. 6 lipca 1681 w Genui, zm. 20 sierpnia 1752 w Albano Laziale) – włoski kardynał

## Życiorys
Urodził się 6 lipca 1681 roku, jako jedno z siedmiorga dzieci Francesca Spinoli i Marii Negroni. Początkowo pobierał nauki w Seminario Romano, a następnie studiował prawo kanoniczne, karne i cywilne na La Sapienzy, gdzie uzyskał doktorat. W 1707 roku został kapelanem papieskim, gubernatorem Benewentu, a także zaprzyjaźnił się z Vincenzo Marią Orsinim. W kwietniu 1726 roku przyjął święcenia diakonatu, a 15 lutego 1728 roku – prezbiteratu. 28 września 1733 został kreowany kardynałem diakonem i otrzymał diakonię San Cesareo in Palatio. Od tego momentu pełnił rolę legata w Bolonii, a od 1736 roku – wicelegata. Uczestniczył w konklawe 1740, a w latach 1741–1752 był prefektem Kongregacji ds. Kościelnych Immunitetów. 15 listopada 1751 został podniesiony do rangi kardynała biskupa i otrzymał diecezję Albano. 9 kwietnia 1752 roku przyjął sakrę, lecz 20 sierpnia tego samego roku zmarł w Albano Laziale, w wyniku udaru.